# Éric Battut
Pour les articles homonymes, voir Battut.
Éric Battut, né le 30 août 1968 à Chamalières (Puy-de-Dôme), est un auteur et illustrateur français.

## Biographie
Éric Battut a étudié l'économie et le droit, puis a étudié à l'École Émile-Cohl, à Lyon. Il commence ses premières publications au milieu des années 1990.
Il est l'auteur de plus d'une centaine d'albums ou ouvrages, pour la plupart des ouvrages jeunesse. Il est essentiellement scénariste et illustrateur de ses ouvrages, mais il illustre également des textes d'autres auteurs jeunesse. Parmi eux, on peut citer François David, Carl Norac ou Michel Piquemal.
Ses illustrations sont le plus souvent des peintures, à la gouache ou à l'acrylique. Pour le journal Télérama en 2014, il est un « gouacheur miniaturiste hors pair, capable de cerner l'intime infime, d'un gros trait de pinceau ». 
Il est membre de la Charte des auteurs et illustrateurs jeunesse.
Éric Battut a obtenu de nombreux prix, dont le prestigieux Grand Prix de la Biennale d'illustration de Bratislava (BIB), en 2001. Il est le troisième et dernier français à ce jour à avoir obtenu ce Grand Prix, depuis la création de la Biennale en 1967, et depuis sa dernière édition en 2023.

## Prix et distinctions
- 1997 : Prix Figures Futures de Montreuil[1],[2]
- 2000 : Prix Octogones du CIELJ[1]
- 2000 : Prix Goncourt jeunesse pour Rouge Matou
- 2001 :  Grand Prix de la Biennale d'illustration de Bratislava (BIB)[2],[5] pour Au fil des mois et pour La Barbe bleue (texte de Charles Perrault)
- 2001 : Prix Mille Pages[2]
- 2001 : Grand Prix SGDL du roman jeunesse[7] pour Rouge Matou
- 2005 : Prix Pitchou[8] (Fête du livre de jeunesse de Saint-Paul-Trois-Châteaux) pour Le Secret
- 2010 :  Premio nazionale Nati per Leggere[9] du Salon international du livre (Turin) pour (it) Lindo Porcello

## Œuvre

### Principaux ouvrages
- Au fil des mois, Didier Jeunesse, 1998
- Rouge Matou, Milan, 2000  Prix Goncourt jeunesse 2000 - Grand Prix SGDL du roman jeunesse 2001
- La Barbe bleue (texte de Charles Perrault), Bilboquet, 2000
- Sables émouvants, texte de Thomas Scotto, Milan, 2001
- Le Secret, Didier Jeunesse, 2004
- Petit bonheur,  texte de Carl Norac, Bilboquet, 2005
- Entre chat et chien[3], éd. Autrement, 2006 ; et rééd.
- Éric et le pipeau magique[10], Bilboquet, 2007
- Le Petit Poisson rouge, L'élan vert, 2011
- La baleine et le petit poisson, Bayard jeunesse, 2011
- Oh ! La belle lune !, Didier jeunesse, 2011
- Libre comme l'air, texte de Carl Norac, ill. de Éric Battut, Didier jeunesse, 2011
- La Noisette, Didier Jeunesse, 2011
- Petit monsieur, texte de Michel Piquemal, éd. L'édune, 2011
- Broum : l'automobile[11] , Autrement, 2012
- Une cité, Éd. l'Édune, 2012
- La trilogie Petit bonhomme , éd. La Poule qui pond, 2015
- Le Roi Gros Vilain, Didier Jeunesse, 2017
- Le petit poisson rouge, l'Élan vert, 2017
- Kado, texte de Thomas Scotto, éditions A pas de loups, 2017.
- Dans la prairie, Bilboquet, 2018
- On commence demain !, Rue du monde, 2018
- Un appétit d'éléphant, Didier jeunesse, 2019
- Jaune désert, l'Élan vert, 2019
- Les pinceaux s'en mêlent : Les bêtises, texte de Bernard Villiot, l'Élan vert, 2019
- Je veux croquer la lune, l'Élan vert, 2020

## Quelques expositions récentes
- « Eux six », autour de la rencontre entre Éric Battut, Cécile Gambini, Fabienne Cinquin, Delphine Perret, Julie Wendling et Laura Guéry, ces  deux dernières, fondatrices du collectif « les Mamouchkas », Musée de l'illustration jeunesse, Moulins, février 2016 à juin 2016.
- « Exposition Éric Battut », Endroit-Envers bouquiniste, Clermont-Ferrand, 2017
- « Quel motif ? »[12], Éric Battut, Galerie Louis Gendre, Chamalières, 2018